# Jaime Portillo
Jaime Rafael Portillo (18 de setembro de 1947) é um ex-futebolista profissional salvadorenho, que atuava como atacante.

## Carreira
Jaime Portillo fez parte do elenco da histórica Seleção Salvadorenha de Futebol da Copa do Mundo de 1970, ele atuou em uma partida. 